# Guettaya
Guettaya  (in arabo كطاية‎?) è un centro abitato e comune rurale del Marocco situato nella provincia di Béni Mellal, regione di Béni Mellal-Khénifra. Conta una popolazione di 14 425 abitanti (censimento 2014).